# Julio L. Leal
Julio Leónides Leal Flores (Cadereyta Jiménez, Nuevo León, 8 de agosto de 1884-Ciudad Anáhuac, 5 de octubre de 1950), fue un poeta que se desempeñó como gobernador de Nuevo León en 1924.

## Reseña biográfica
Nació en Cadereyta Jiménez, Nuevo León, el 8 de agosto de 1884 sus padres fueron don Bartolo de Jesús Leal y doña Teresa Flores En sus primeros años trabajó como impresor. Ocupó el cargo de diputado al Congreso de su estad natal y luego lo gobernó
Desempañaba el cargo de jefe de la Oficina Subalterna Federal de Hacienda en Ciudad Anáhuac, donde radicaba, cuando murió después de tan prolífica actividad el 5 de octubre de 1950.